# Иной (альбом)
«Ино́й» (стилизовано «ИNОЙ») — третий студийный альбом российской рок-группы «Северный Флот». Выпущен 13 апреля 2018 года.

## История создания
К работе над очередным студийным альбомом группа приступила в начале 2017 года. Первоначально музыканты планировали сделать альбом с уклоном к «электронному» звучанию, однако впоследствии акцент сместился в сторону построка и инди-рока.
Запись композиций для нового альбома музыканты начали в июне 2017 года на студии «Добролёт» под руководством звукорежиссёра Андрея Алякринского. 25 августа 2017 года была выпущена первая композиция с будущего альбома — «Время любить». 19 октября увидел свет одноимённый макси-сингл, в который вошли три песни и видеоклип на заглавную композицию.
26 октября 2017 года на портале Planeta.ru стартовала краудфандинг-акция по сбору средств на запись и издание новой пластинки. Заявленная цель сбора — 1 000 000 рублей. Итоговая сумма составила 1 614 800 рублей, при 1 045 купленных акциях. Проект успешно завершился 31 января 2018 года.
Запись остальных 6 песен альбома проходила в феврале — марте 2018 года на той же студии. Впервые в качестве автора текстов выступил гитарист группы Яков Цвиркунов. Текст к композиции «Удачи солдат» был написан им полностью, а к песням «Здравствуй, страна!» и «Самая чёрная ночь» — в соавторстве с Александром Леонтьевым.
Вот что рассказали музыканты «Северного Флота» об альбоме «Иной»:
Свежий материал — это большой эксперимент для нас: он был записан в атмосфере творческой импровизации, без ориентиров на какие-либо определённые стили и направления. «Новое дыхание», чистое творчество, просто музыка, какой её видит группа. Уже сейчас можно сказать, что эксперимент себя полностью оправдал.
Закрытые предпрослушивания альбома для акционеров проекта были проведены 17 марта в Москве и 24 марта в Санкт-Петербурге. Большинство песен с альбома исполнялись группой на концертах ещё до его официального выхода, так как музыканты не успели окончить работу над пластинкой к началу гастрольного тура в её поддержку. 29 марта группа представила обложку будущего альбома, 5 апреля — тизер, а 9 апреля — трек-лист. Рассылка цифровой версии акционерам альбома началась поздно вечером 11 апреля, а 13 апреля «Иной» был представлен для свободного прослушивания на интернет-ресурсах группы. 14 апреля состоялся концерт-презентация альбома в клубе «Космонавт» в Санкт-Петербурге. Московская презентация прошла 21 апреля в клубе «Известия Hall» и транслировалась в прямом эфире на видеосервисе Megogo.net.

## Список композиций
Все тексты написаны Александром Леонтьевым, кроме отмеченных, вся музыка написана Александром Леонтьевым.
| №                   | Название                  | Текст песни                        | Длительность |
| ------------------- | ------------------------- | ---------------------------------- | ------------ |
| 1.                  | «ИNОЙ» (совместно с Нуки) |                                    | 4:55         |
| 2.                  | «Здравствуй, страна!»     | Александр Леонтьев, Яков Цвиркунов | 4:28         |
| 3.                  | «Ленинград»               |                                    | 3:35         |
| 4.                  | «Удачи солдат»            | Яков Цвиркунов                     | 3:57         |
| 5.                  | «Время любить»            |                                    | 4:14         |
| 6.                  | «Колыбельная»             |                                    | 3:39         |
| 7.                  | «Странник»                |                                    | 3:39         |
| 8.                  | «Самая тёмная ночь»       | Александр Леонтьев, Яков Цвиркунов | 3:26         |
| 9.                  | «Вечный»                  |                                    | 3:42         |
| Общая длительность: | Общая длительность:       | Общая длительность:                | 35:38        |

На песни «Время любить» и «Здравствуй, страна!» были сняты клипы. На композицию «Ленинград» была смонтирована кинозарисовка. На песни: «Иной», «Удачи солдат», «Самая тёмная ночь» было сделаны lyric videos.

## Участники записи
Группа «Северный Флот»:
- Александр «Ренегат» Леонтьев — вокал, гитара, акустическая гитара;
- Яков Цвиркунов — гитара;
- Александр Куликов — бас-гитара;
- Павел Сажинов — клавишные инструменты;
- Александр «Поручик» Щиголев — ударные, электронная перкуссия, бубен.

Приглашённые участники:
- Дария «Нуки» Ставрович — вокал (1);
- Гуля Наумова — скрипка (8), бэк-вокал (3);
- Роман Парыгин — труба (6);
- Андрей Алякринский — программинг.

Дизайн — Артём Казьмин.

## Отзывы и критика
Музыкальный обозреватель Денис Ступников охарактеризовал данный альбом как «некий рывок, который группа осуществляет по всем направлениям». Также он отметил, что «Иной» более лёгкий для восприятия, чем 2 предыдущих студийных альбома «Северного Флота»: «Музыканты делают огромный шаг навстречу слушателю, не изменяя себе и не прогибаясь под форматы».
Журнал Radar Magazine в своей рецензии назвал «Иной» абсолютно разнообразным и разносторонним альбомом.

## Достижения
В хит-парад «Чартова дюжина» на «Нашем радио» попадали 3 песни с альбома: «Время любить», «Странник» и «Ленинград». Таким образом, «Иной» на данный момент является наиболее «радийным» альбомом «Северного Флота». Наибольшего успеха достигла песня «Ленинград», которая продержалась в хит-параде 21 неделю и достигала, максимум, 3-го места. В итоговой «Чартовой дюжине» за 2018 год песня заняла 13 место[значимость факта?].